# 오산고등학교 (경기)
오산고등학교(烏山高等學校)는 대한민국 경기도 오산시 청학동에 있는 사립 고등학교이다.

## 학교 연혁
- 1948년 11월 20일 : 성호고등공민학교 설립 인가
- 1950년 5월 20일 : 재단법인 오산학원 설립 인가, 초대 서상길 이사장 취임
- 1954년 3월 17일 : 오산고등학교 설립 인가(3학급), 초대 서영석 교장 취임
- 1979년 9월 10일 : 교사신축(36교실) 이전
- 1998년 6월 10일 : 남녀공학 인가
- 2001년 9월 11일 : 학급 증설인가(30학급)
- 2005년 4월 2일 : 청솔관(기숙사, 다목적실, 대강당) 개관
- 2007년 4월 24일 : 급식실 신축 준공
- 2007년 11월 16일 : 운동장 잔디구장 준공
- 2008년 6월 10일 : 도서관 자기주도학습실 리모델링(총 998석)
- 2013년 8월 10일 : 수업분석실 구축
- 2013년 11월 23일 : 제29대 김영희 이사장 취임
- 2019년 1월 10일 : 제63회 졸업식 (총 졸업생수 17,251명)
- 2023년 9월 1일 : 제10대 김상기 교장 취임

## 참고 자료
- 오산고등학교 - 한국교육학술정보원 학교알리미